# أدب القرن الأول

## كتب بارزة
- Historia Naturalis (التاريخ الطبيعي) (37 مجلدا) من بلينيوس الأكبر.
- De Artibus من أولوس كورنيليوس سيلسوس ، موسوعة في 20 مجلدا.
- De Arte medica من أولوس كورنيليوس سيلسوس ، أطروحة في الطب في 8 مجلدات.
- التحولات لأوفيد.

## المواليد
- بداية القرن الأول ، أمونيوس أثينا، فيلسوف و عالم من مصر.
- قبل 14 في روما, بيبليوس بومبينيوس سيكيندوس ، جنرال و شاعر تراجيدي روماني.
- 23, بلينيوس الأكبر في كومو، كاتب و عالم طبيعة روماني.
- حوالي 46 في خيرونيا، فلوطرخس، مؤرخ و مفكر.
- 61, بلينيوس الأصغر في كومو، كاتب و سياسي روماني.

## الوفيات
- 7 في طرسوس، أثينودور الكنعاني، فيلسوف يوناني.
- قبل 50 في روما, أولوس كورنيليوس سيلسوس، طبيب روماني.
- بعد 74 في روما، بيبليوس بومبينيوس سيكيندوس، جنرال و شاعر تراجيدي روماني.
- 79 في بومبي، بلينيوس الأكبر، كاتب و عالم طبيعة روماني.
- بعد 85 ، أمونيوس أثينا، فيلسوف و عالم من مصر.